# Wilhelm Ambrosius Barth

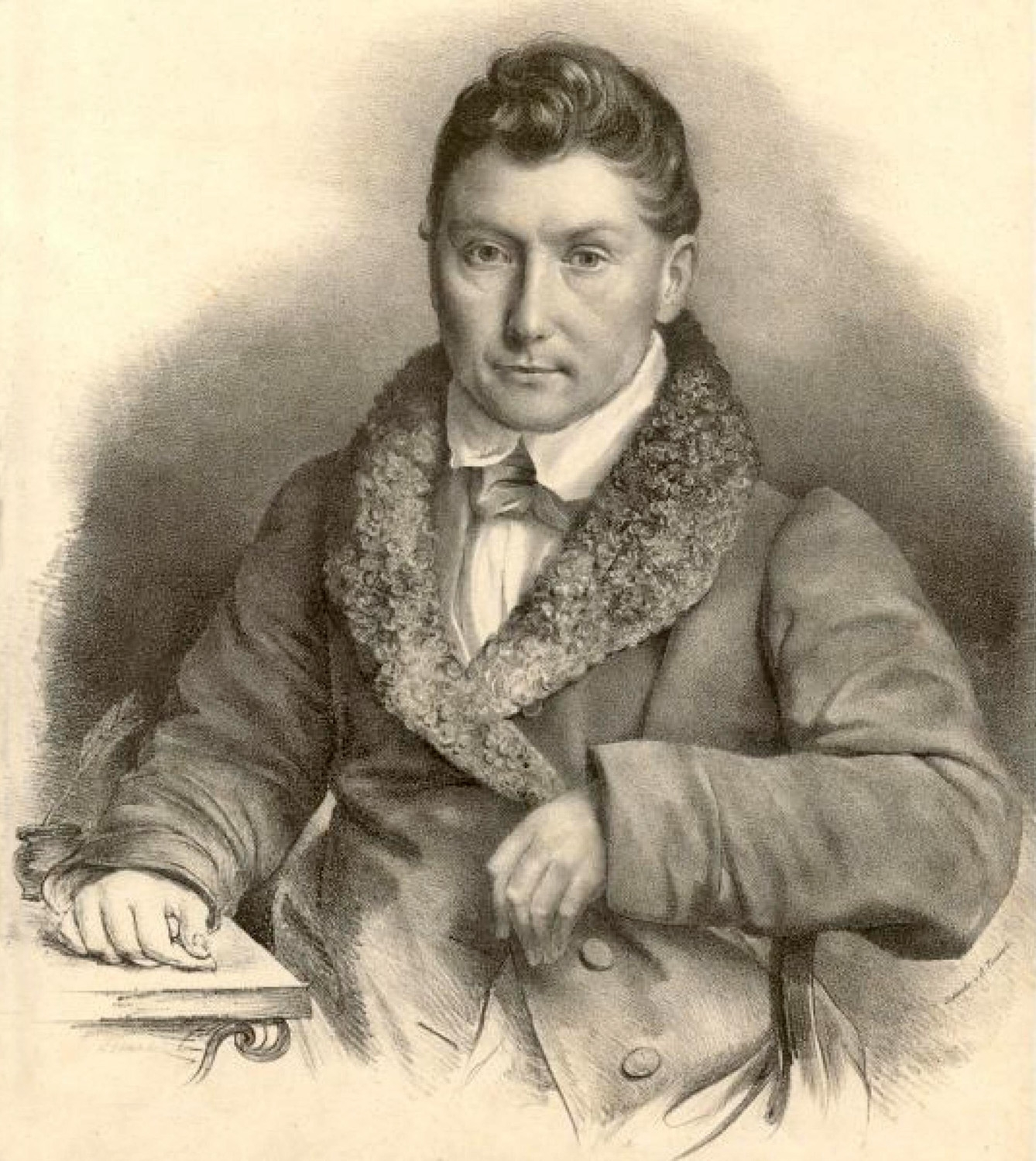
W. A. Barth um 1830

Wilhelm Ambrosius Barth (* 25. Februar 1790 in Leipzig; † 1. Dezember 1851 ebenda) war ein deutscher Buchhändler und Verleger.

## Leben
Wilhelm Ambrosius Barth war der Sohn des Leipziger Buchhändlers und Verlegers Johann Ambrosius Barth (1760–1813) und seiner Ehefrau Catharina Wilhelmina, geborene Mann, verwitwete Haug.
Wilhelm Ambrosius Barth besuchte Vorlesungen an der Universität Leipzig und erhielt seine buchhändlerische Ausbildung im väterlichen Betrieb. Nach dem Tod seines Vaters übernahm er 23-jährig die Leitung des Verlags, der den Namen des Vaters beibehielt. Er steuerte den Verlag von der Herausgabe theologischer Werke und unterhaltender Literatur mehr und mehr zu wissenschaftlicher Ausrichtung, wobei der Schwerpunkt zunächst bei Germanistik und Literatur lag.
Hier sind die Werke von Johann Gottfried Herder, Friedrich Heinrich von der Hagen und Jakob Böhme sowie François Rabelais’ Gargantua und Pantagruel zu nennen. Auf dem Gebiet der Naturwissenschaften finden sich die Chemiker Otto Linné Erdmann und Carl Friedrich Plattner, der Geodät und Astronom Wilhelm Gotthelf Lohrmann, die Forschungsreisenden Gebrüder Schlagintweit sowie der Arzt und Begründer der Homöopathie Samuel Hahnemann. Die Herausgabe der erfolgreichen Zeitschrift des Verlags Annalen der Physik gab er 1824 in die Hände von Johann Christian Poggendorff. 1828 hob er mit Otto Linné Erdmann die älteste Chemie-Fachzeitschrift Deutschlands aus der Taufe, das Journal für technische und ökonomische Chemie, später Journal für praktische Chemie.
Von 1831 bis 1833 bekleidete Barth das Amt des Direktors des Börsenvereins der Deutschen Buchhändler und betrieb die Schaffung einer Buchhändlerbibliothek. Auf seine Anregung geht die 1834 erfolgte Gründung des Börsenblatts für den Deutschen Buchhandel zurück. Er förderte auch den Bau der Buchhändlerbörse in Leipzig.
1837 gehörte er zu den Initiatoren des Leipziger Kunstvereins, nachdem ein dahingehender Versuch 1825 gescheitert war. Zur 30-jährigen Wiederkehr des Sieges über Napoleon in der Völkerschlacht bei Leipzig sorgte er für die Wiederbelebung des 1814 gegründeten Vereins zur Feier des  19. Oktober. Er war Mitglied der Vertrauten Gesellschaft.
Im Februar 1825 heiratete er Auguste Friederike Wilde (1804–1869), eine Apothekerstochter aus Leipzig. Mit ihr hatte er acht Kinder, von denen der älteste Sohn Adolph Ambrosius (1827–1869) nach dem Tod des Vaters das Familienunternehmen weiterführte. Wilhelm Ambrosius Barth starb durch Suizid, nachdem er sich beim großzügigen und vielseitigen Ausbau des Verlages übernommen hatte. Er und seine Gattin wurden im Erbbegräbnis der Familie Barth in der I. Abteilung (Nr. 65) des Neuen Johannisfriedhofs beerdigt.
Barth war vom 1. Januar 1835 bis zum 30. Juni 1837 der Verleger von Robert Schumanns Neuer Zeitschrift für Musik.